# Beaufort (Isère)
 Beaufort  es una población y comuna francesa, en la región de Ródano-Alpes, departamento de Isère, en el distrito de Grenoble y cantón de Roybon.

## Demografía
| 380 | 373 | 337 | 369 | 406 | 415 |
| Para los censos de 1962 a 1999 la población legal corresponde a la población sin duplicidades (Fuente: INSEE [Consultar]) |     |     |     |     |     |